# Mark Antokolskij

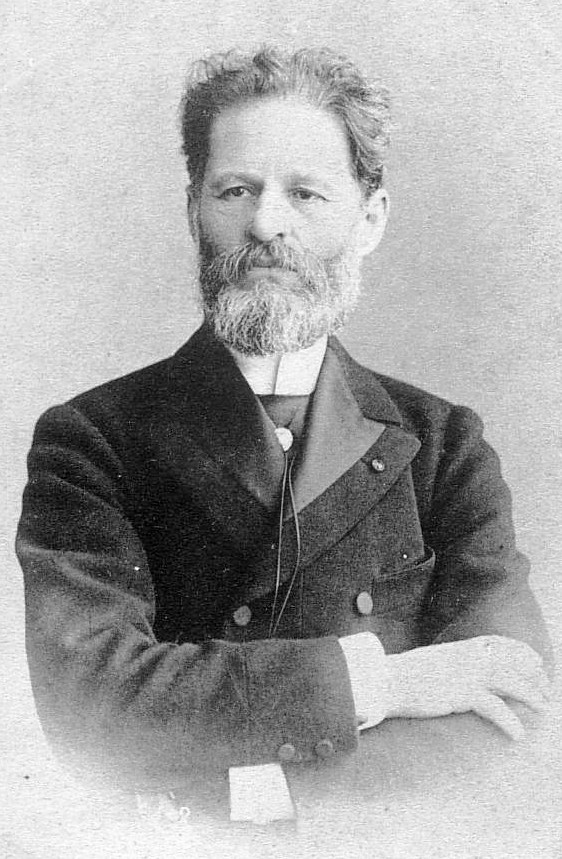
Mark Matvejevitj Antokolskij

Mark Matvejevitj Antokolskij, född 2 november 1843 i Vilnius,  död 14 juli 1902 i Frankfurt am Main, var en rysk skulptör.

## Biografi
Mark Matvejevitj Antokolskij växte upp i en fattig judisk familj i stadsdelen Antokol i Vilnius. Med stöd av den dåvarande ryske guvernören i Vilnius, A. Nasimowa, bedrev han studier vid den kejserliga konstakademin i Sankt Petersburg 1862-68. Han bodde Berlin 1868-70 och från 1880 i Paris. Hans främsta verk är Ivan den förskräcklige, Kristus inför folket, Den döde Sokrates, Den evige juden och en staty över Peter den store vid palatset Mon plaisir i Sankt Petersburg.

## Bildgalleri

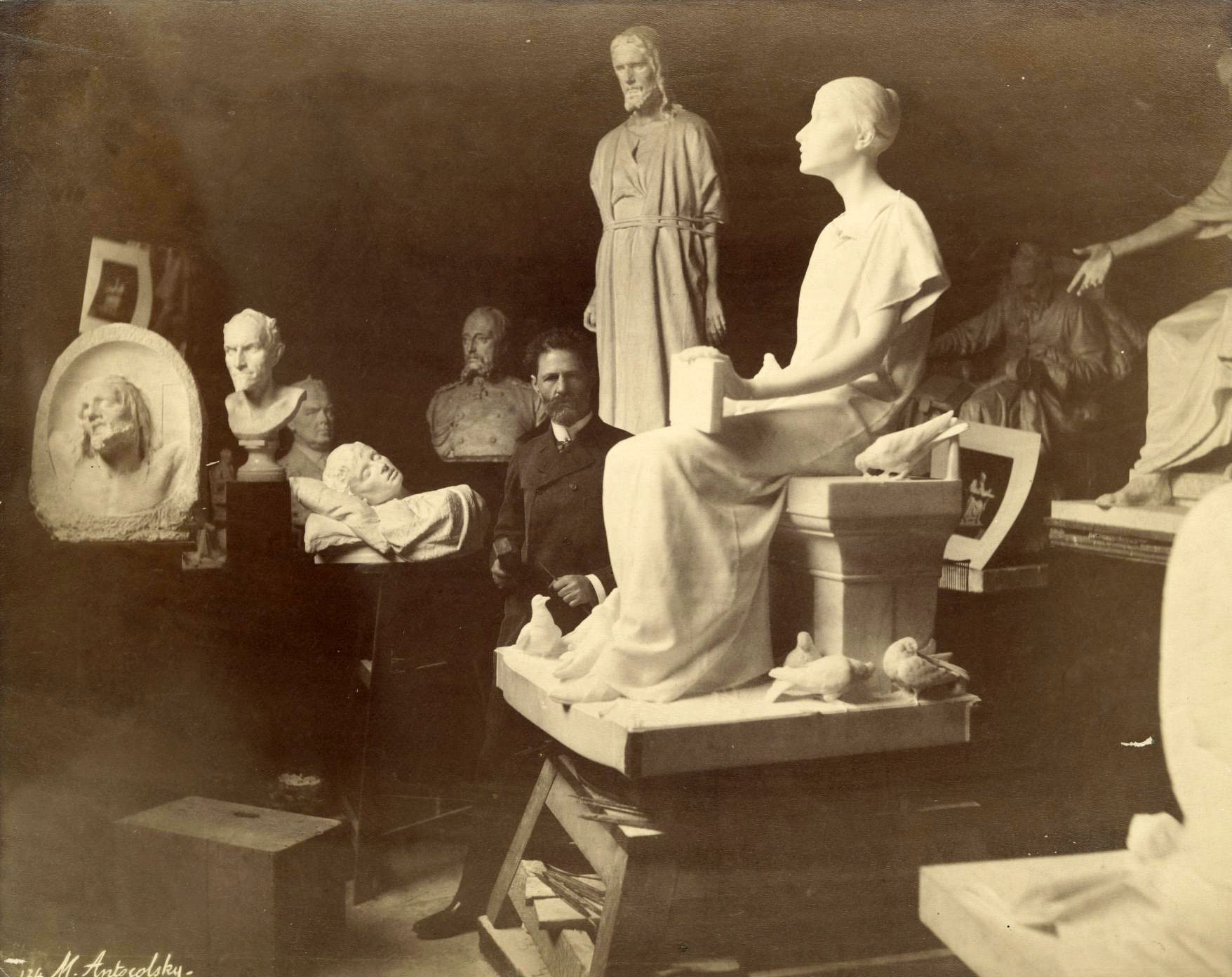
Mark Antokolski i sin ateljé i Paris
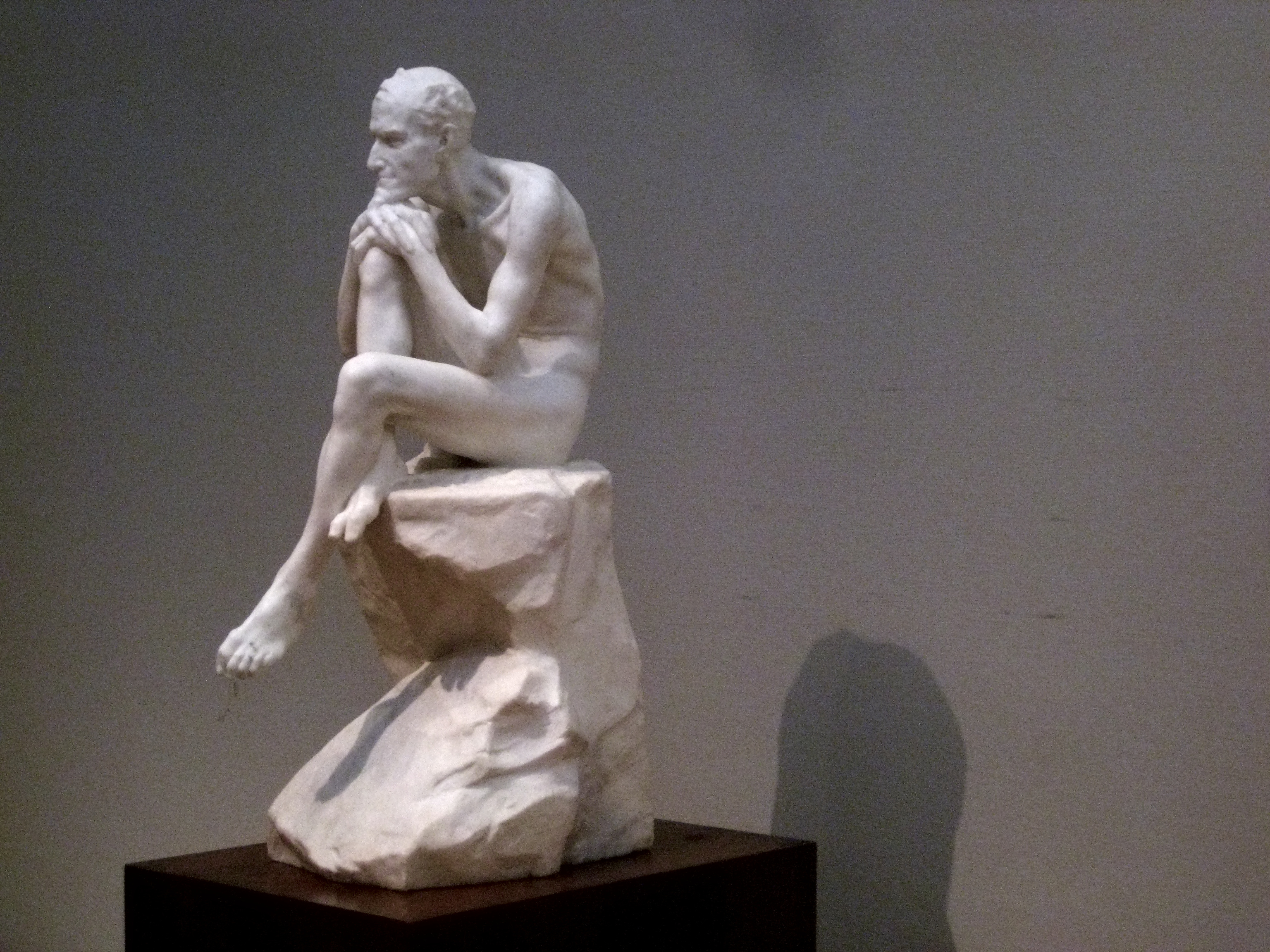
Mephistopheles, 1884
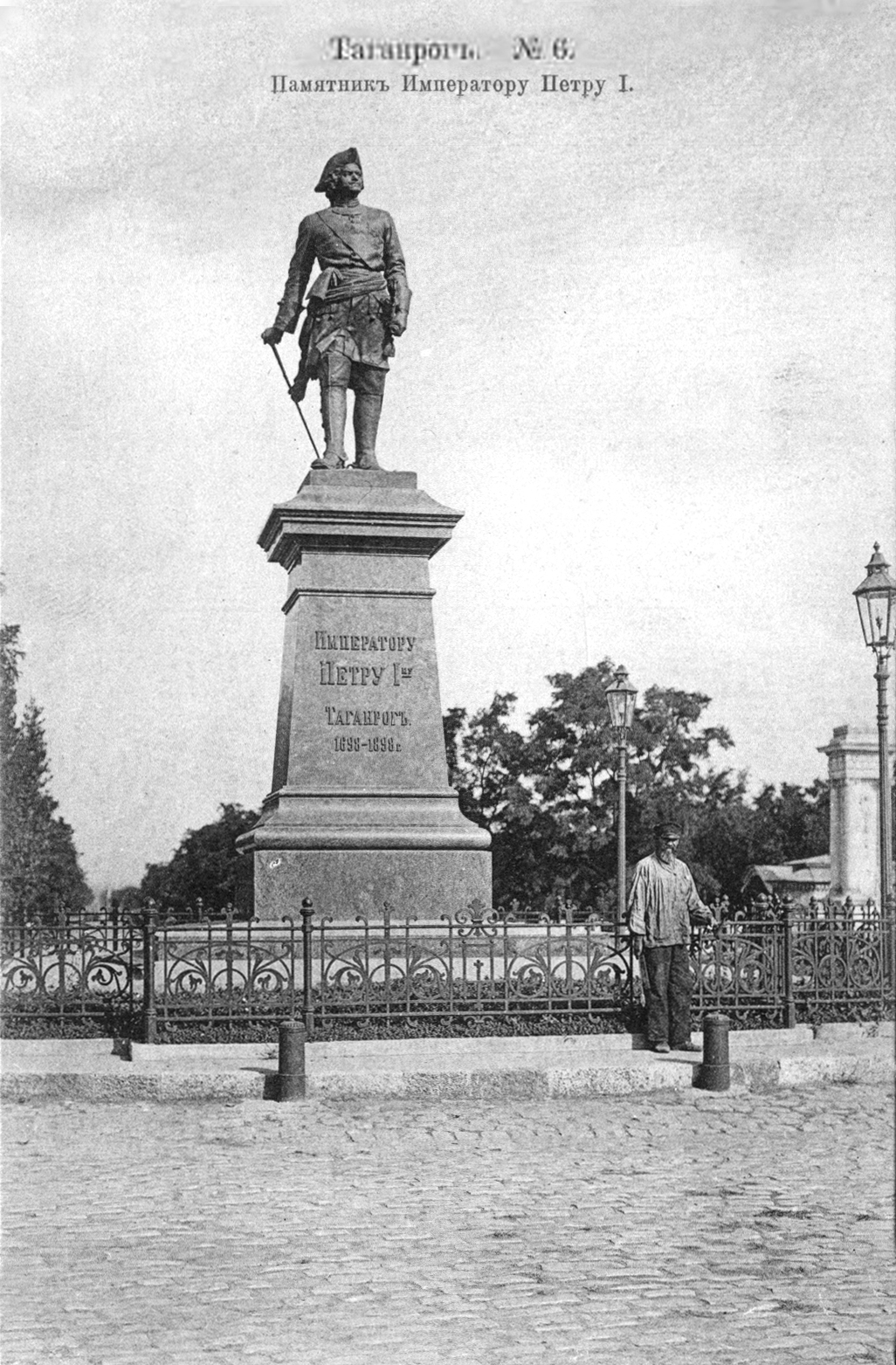
Staty över Peter den store i Taganrog, 1898
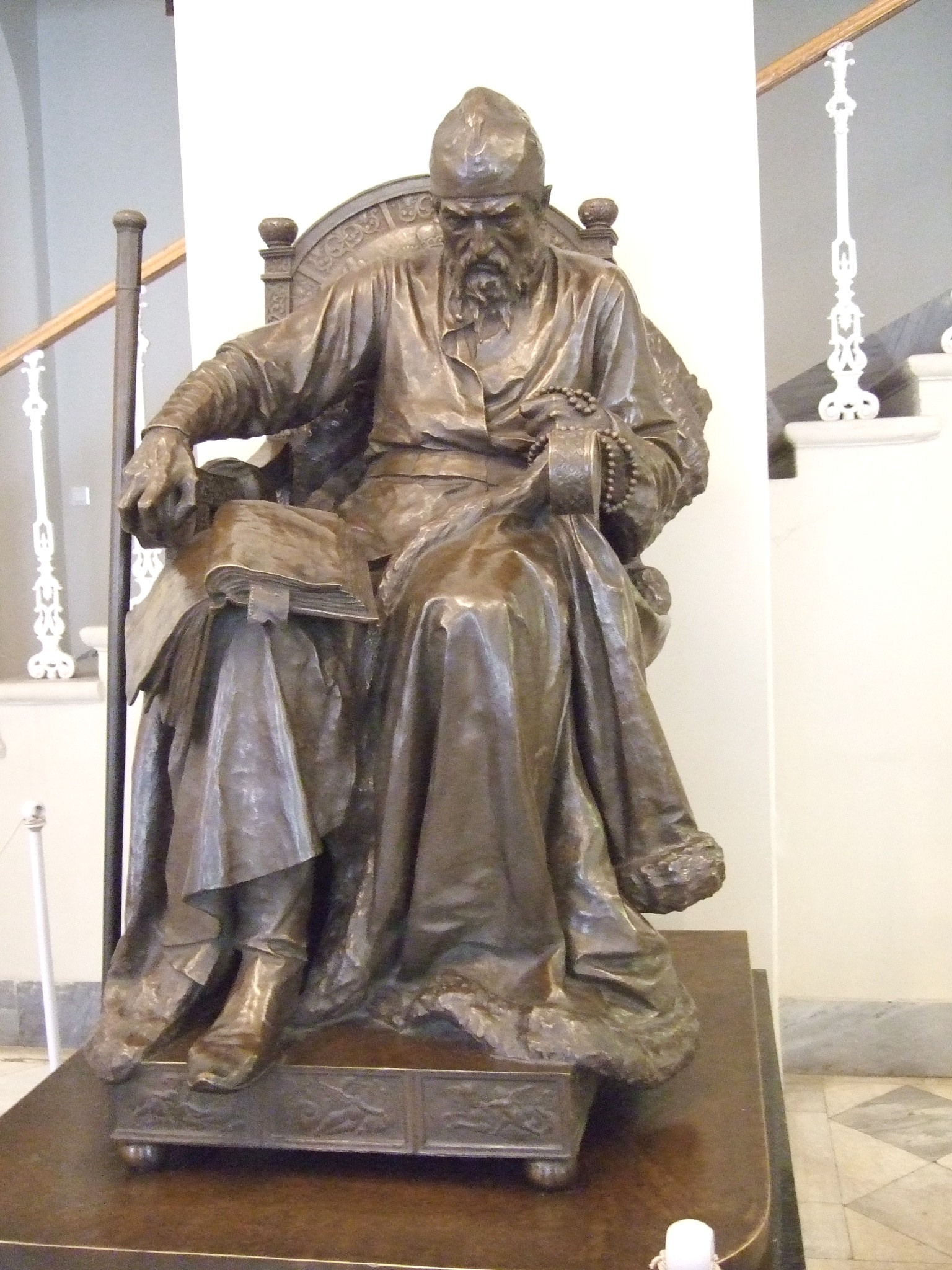
Ivan den förskräcklige, 1871
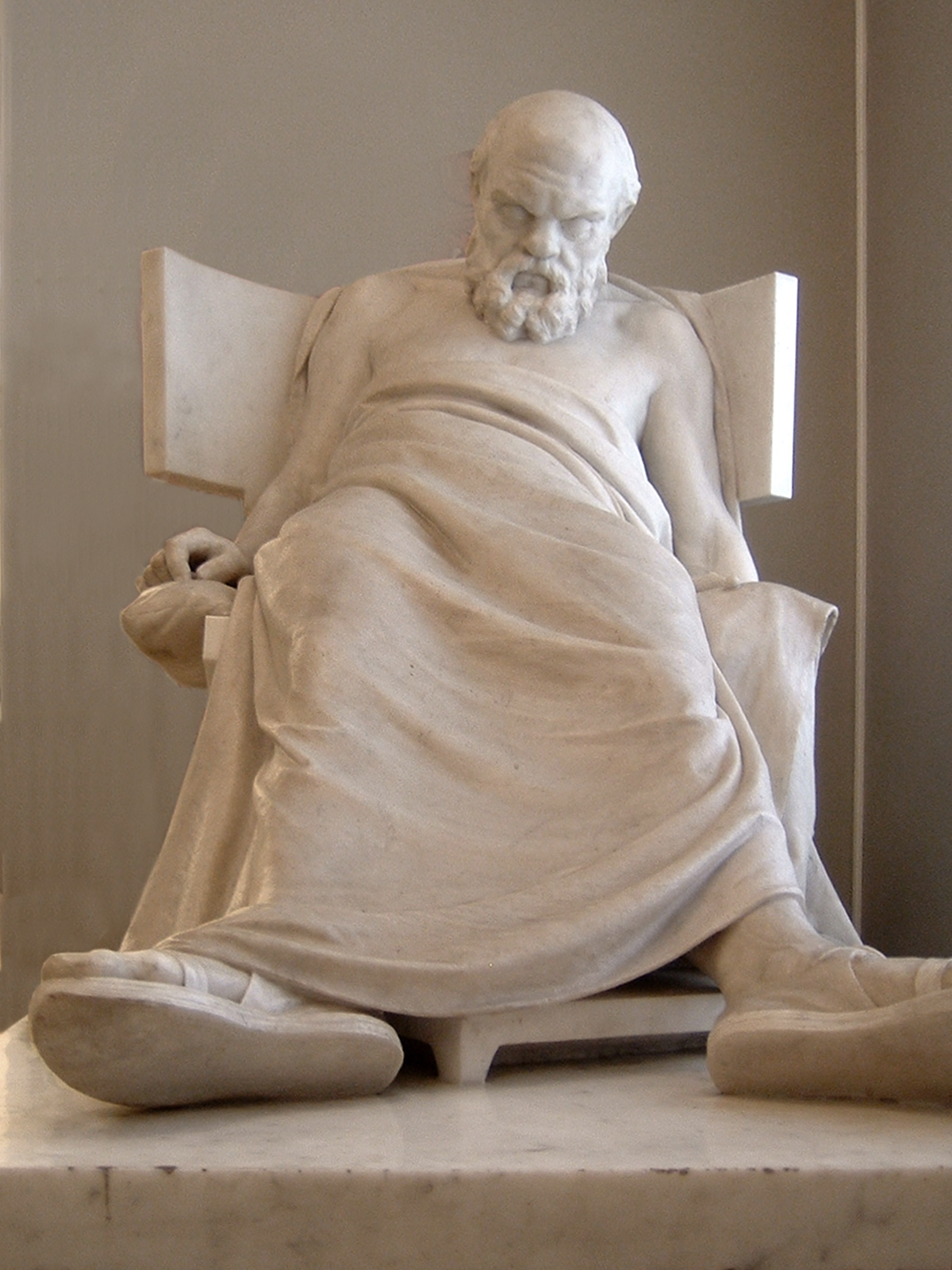
Socrates död, 1875
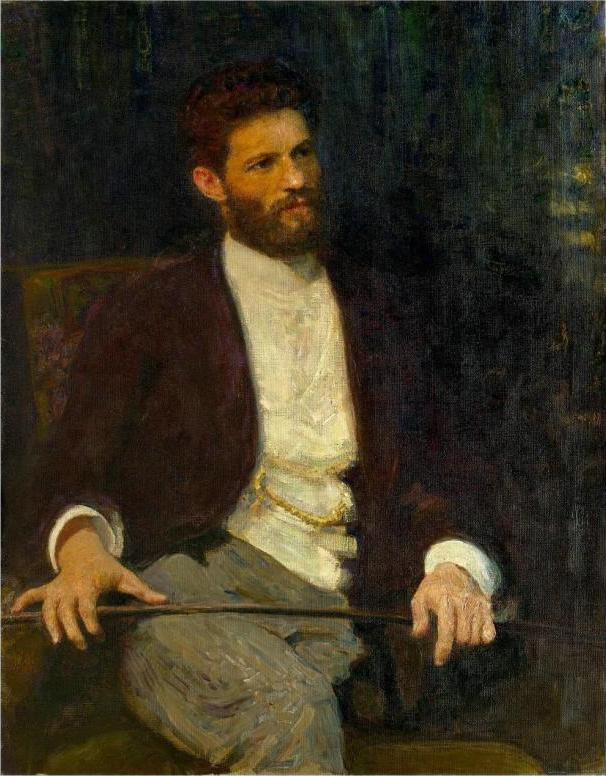
Porträtt över Ilya Repin, 1914